# النار (وو شينغ)

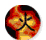

في الفلسفة الصينية، النار (بالصينية: 火) هي ازدهار المادة أو مرحلة ازدهار المادة، المرحلة الثانية من العناصر الخمسة (وو شينغ).
النار هي يانغ بصفتها، إذ تكون حركتها تصاعدية وطاقتها توسعية. ترتبط النار بفصل الصيف والجنوب والمريخ واللون الأحمر المرتبط بالحظ، والطقس الحار والفجر وطائر الزنجفر في الرموز الأربعة (طائر الفينيق الأحمر في الثقافة الغربية).

## السمات
تُعَد النار ذات صفات ديناميكية وقوة واستمرارية وفقًا للمعتقد الطاوي الصيني، غير أنها ترتبط أيضا بالأرق. يوفر عنصر النار الدفء والحماس والإبداع، في حين يجلب الفائض منه سلوك العدوانية والجزع. وبنفس الطريقة توفر النار الحرارة والدفء، ومع ذلك فالزائد منها بإمكانه أن يحرق أيضًا.
في الطب الصيني، ترتبط النار بمشاعر سلبية هي الكراهية ومشاعر إيجابية هي البهجة.
الأعضاء المرتبطة بعنصر النار هي القلب (ين) والأمعاء الدقيقة (يانغ)، واللسان ونبض الجسد.

## علم التنجيم
يؤدي عنصر النار دورًا مهمًا في علم التنجيم الصيني وفينغ شوي. تحتوي النار السيقان العشر السماوية (العناصر الخمسة بأشكالها من الين واليانغ)، التي تتحد بدورها مع الفروع الإثني عشر الأرضية (علامات البروج الصينية)، لتكوين دورة مدتها 60 عامًا.
تنتهي سنوات النار يانغ سنة 6 (مثلًا 1976)، في حين تنتهي سنوات النار ين سنة 7 (مثلًا 1977). (تنتهي سنوات يانغ بعدد زوجي في حين تنتهي سنوات ين بعدد فردي).
تحكم النار علامات البروج الصينية الأفعى والحصان، ويستخدم النجم الطائر فينغ شوي الرقم 9 ليمثل النار.
تحرر الزاوية الجنوبية طاقة النار كما ينص إي تشينغ وفينغ شوي، وتشير عمومًا إلى أنها طاقة التدمير والبناء، وترتبط مباشرةً أيضًا بحب الحياة المحظوظ.

## دورة وو شينغ
في دورة وو شينغ التجديدية، يولد الخشب النار، لأن الحرائق تتولد بفرك قطعتين من الخشب، وتولد النار الأرض باعتبار أن النار تحول كل شيء إلى رماد، الذي يصبح بدوره جزءًا من الأرض مرةً أخرى.
وفي دورة الفتح، يتغلب الماء على النار، إذ لا شيء يطفئ النار بسرعة كما يفعل الماء، وتتغلب النار على المعدن، إذ لا يمكن صهره أو صياغته إلا باللهب والحرارة.